# Branice
Branice là một làng thuộc huyện Písek, vùng Jihočeský, Cộng hòa Séc.

## Tập ảnh

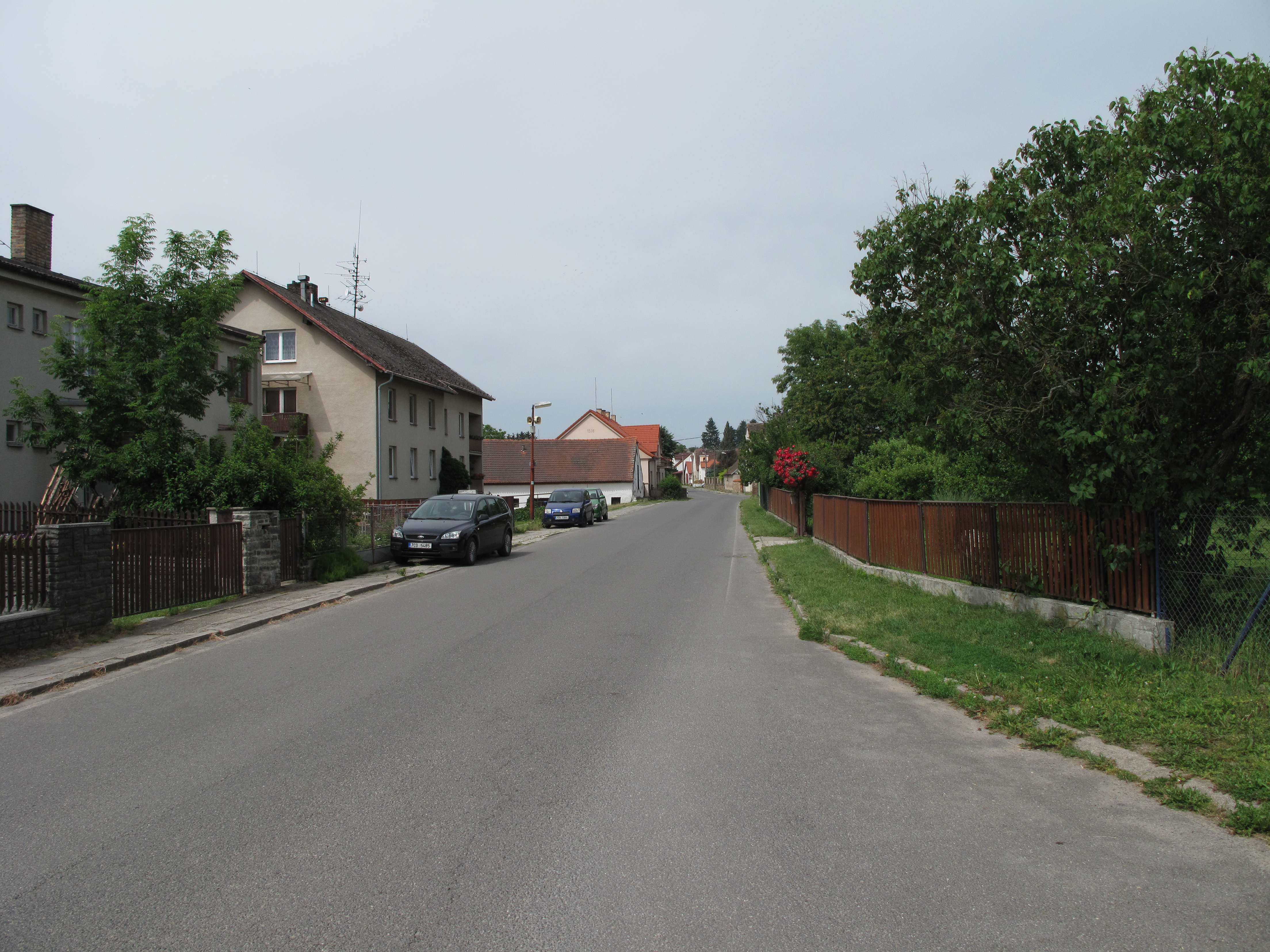
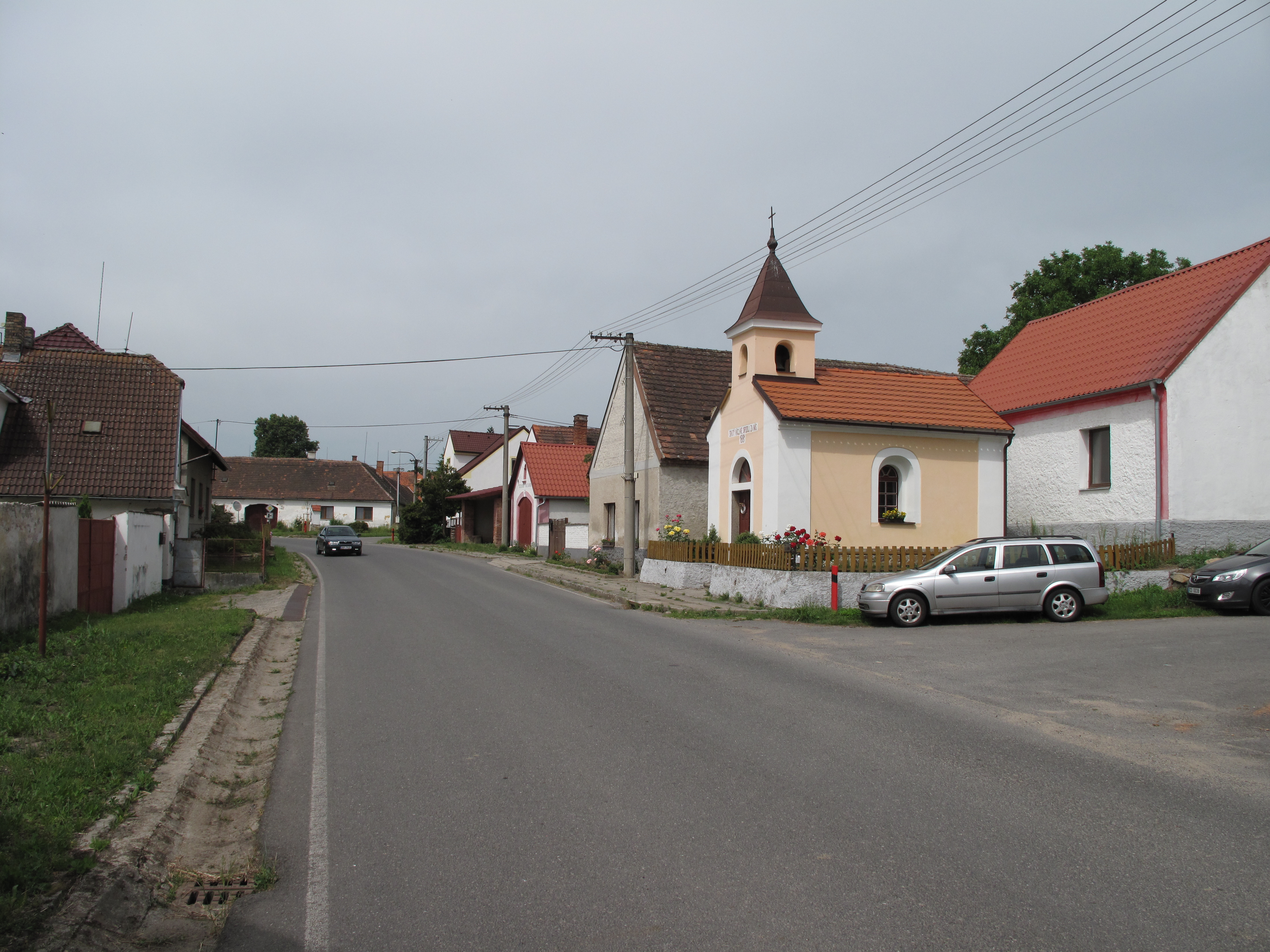
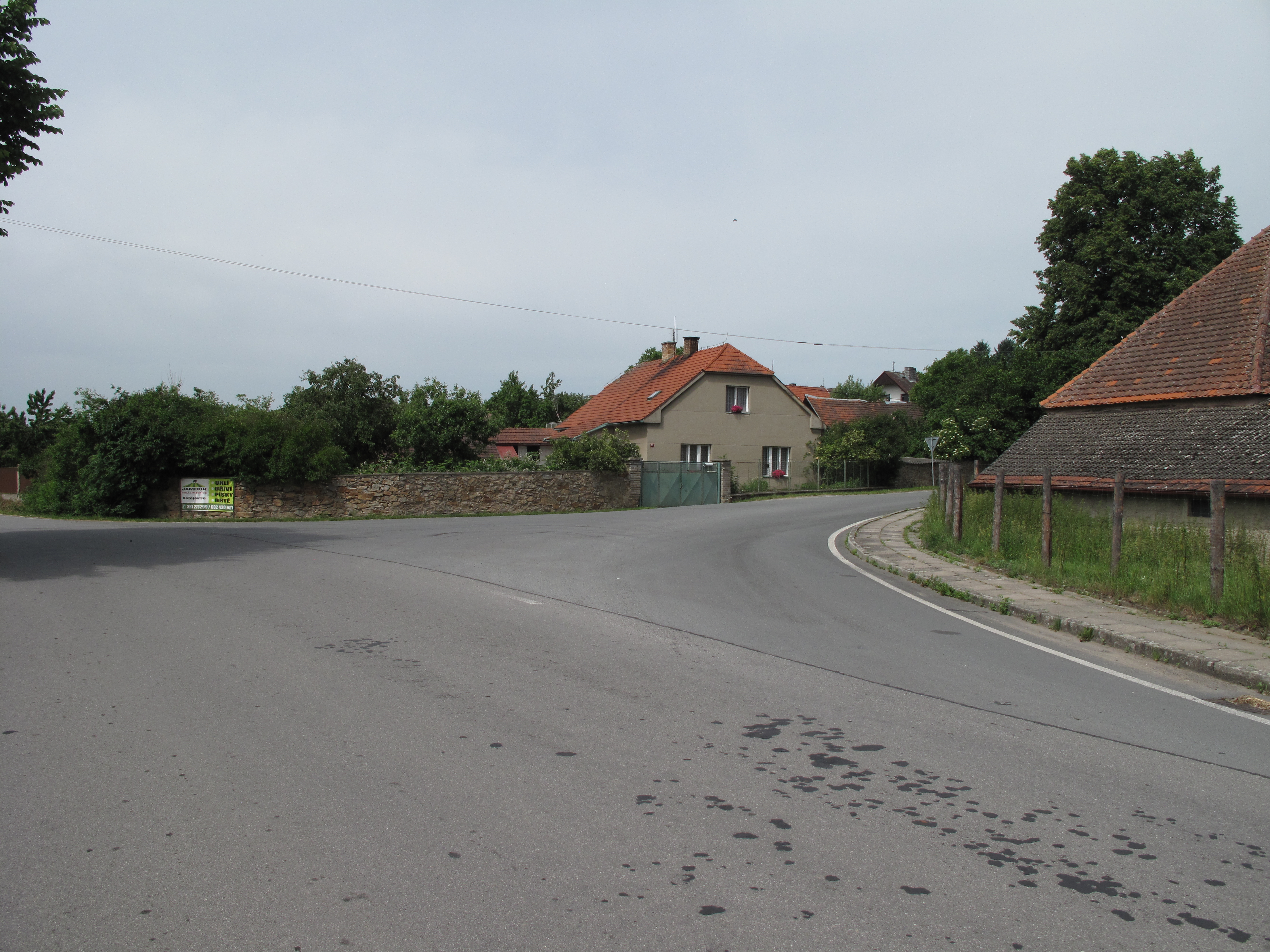